# Človeški metapnevmovirus
Človeški metapnevmovirus (Human metapneumovirus, okrajšava HMPV ali hMPV) je enovijačni virus RNK iz družine paramiksovirusov in je soroden ptičjemu metapnevmovirusu. Virus so prvič odkrili leta 2001 na Nizozemskem. Vzrok razmeroma poznega odkritja je verjetno slabo in počasno razmnoževanje na celičnih kulturah, uporabljenih za diagnostiko drugih respiratornih virusov, ter posebne zahteve za gojenje.
Od odkritja hMPV pa do danes je bil virus opisan po vsem svetu kot eden izmed pomembnejših povzročiteljev okužb dihal pri ljudeh vseh starosti in naj bi povzročil od 4-16 % vseh okužb dihal. Izbruhi okužb potekajo sezonsko v spomladanskih in zimskih mesecih, tj. na severni polobli od januarja do marca ter na južni polobli od junija do julija. 
Klinična slika okužbe s hMPV je zelo podobna okužbi z respiratornim sincicijskim virusom (RSV), zaradi česar je bil hMPV morda tudi spregledan. Tako se pogosto kaže kot blaga okužba zgornjih dihal, vendar lahko povzroči nevarno okužbo spodnjih dihal, kot sta bronhiolitis in pljučnica. hMPV povzroči od 5-10 % hospitalizacij otrok zaradi akutnih okužb dihal. Prevladujejo predvsem dojenčki, mlajši od 6 mesecev. Približno 40 % vseh hospitaliziranih otrok ima določen dejavnik tveganja za okužbo, kot so astma in ostale kronične bolezni dihal. Poleg tega lahko pride do naknadne okužbe, ki se pojavi po prvotni okužbi z drugim virusom ali bakterijo; najbolj nevarna naj bi bila naknadna okužba po okužbi z RSV-jem. Poleg otrok sta ogroženi skupini še starejši ljudje, še posebej v primeru kronične obstruktivne pljučne bolezni (KOPB), ter bolniki z oslabljenim imunskim sistemom, kot so bolniki na imunosupresivnem zdravljenju in bolniki z obolenjem krvotvornih organov (npr. z levkemijo).
Najobičajnejša preiskava je dokaz virusa s pomočjo verižne reakcije s polimerazo (PCR), čeprav se lahko uporabi posebne celične kulture. Zdravljenje je v glavnem podporno, npr. z uporabo dodatnega kisika, vendar nekatere raziskave nakazujejo možnost zdravljenja s protivirusnimi zdravili, kot je ribavirin, ter preventive s cepljenjem.